# 瑞智士記
瑞智 士記（みずち しき）は、日本の小説家。滋賀県彦根市出身。別名義に木ノ歌 詠（このうた えい）。

## 来歴
滋賀県立彦根東高等学校ではみやま零と同級生。大学の工学部を中退後、フリーターを経て作家となる。滋賀県湖南地区在住。2004年に『Formant Blue』で富士見ヤングミステリー大賞佳作、翌年に『フォルマント・ブルー　カラっぽの僕に、君はうたう。』に改題してデビュー。2007年にペンネームを木ノ歌詠から現在のものに改名した。

## 受賞歴
- 第4回富士見ヤングミステリー大賞：佳作
- 第1回新YJ原作大賞：大賞
- 第5回トクマ・ノベルズEdge新人賞：特別賞

## 作品リスト

### 小説
- フォルマント・ブルー カラっぽの僕に、君はうたう。（2005年、単刊、木ノ歌詠名義、挿絵：ミヤスリサ、富士見ミステリー文庫）
  - フォルマント・ブルー リミックス（2009年、単刊、挿絵：むらたたいち、一迅社文庫）
  - 皇帝の棲家には、電気仕掛けの歌姫。（フォルマント・ブルー短編、『フォルマント・ブルー リミックス』に収録）
- 熾天使たちの5分後。（2005年、単刊、木ノ歌詠名義、挿絵：六羽田共、富士見ミステリー文庫）
  - 御守壱果篇（熾天使たちの5分後。短編、未単行本化）
  - 御守由亜菜篇（熾天使たちの5分後。短編、未単行本化）
  - 御守久羽篇（熾天使たちの5分後。短編、未単行本化）
  - 御守遥&紗由紀篇（熾天使たちの5分後。短編、未単行本化）
- 幽霊列車とこんぺい糖 メモリー・オブ・リガヤ（2007年、単刊、木ノ歌詠名義、挿絵：尾崎弘宜、富士見ミステリー文庫）
  - 幽霊列車とこんぺい糖 新装版（2023年、単刊、挿絵：椎名くろ、木ノ歌詠名義、星海社FICTIONS)
- 戦場のライラプス（2009年、単刊、挿絵：高橋武久、トクマ・ノベルズEdge）
- あまがみエメンタール（2009年、単刊、挿絵：鍋島テツヒロ、一迅社文庫）
  - あまがみエメンタール 新装版（2023年、挿絵：椎名くろ、星海社FICTIONS）
- リビングデッド・ファスナー・ロック（2009年、全2巻、挿絵：安倍吉俊、ガガガ文庫）
- あかね色シンフォニア（2009年、単刊、挿絵：きみしま青、一迅社文庫）
- バトルフィールド・ラバーズ（2009年、単刊、挿絵：高橋武久、トクマ・ノベルズEdge）
- 星刻の竜騎士（ドラグナー）（2010年 - 2015年、全20巻、挿絵：〆鯖コハダ、MF文庫J）
- 展翅少女人形館（2011年、単刊、挿絵：シライシユウコ、ハヤカワ文庫）
- 二周目の僕は君と恋をする（2017年、単刊、挿絵：和遥キナ、ファミ通文庫）
- 夢幻戦舞曲（2017年 -、既刊2巻、挿絵：むつみまさと、MF文庫J）
- 理想の彼女と不健全なつきあい方（2018年 -、既刊1巻、挿絵：フミオ、ファミ通文庫）
- レベル0の魔王様、異世界で冒険者を始めます（2019年 -、既刊4巻、挿絵：遠坂あさぎ、GA文庫）
- いのち短し恋せよ魔王、勇者が自爆する前に（2023年、短編、第2回 MF文庫J evo 掲載[2]、未単行本化）

### アンソロジー小説
- ゆるゆり ノベルアンソロジー（2011年、単刊、一迅社文庫）「ゆるっと生徒会」

### 漫画原作
- WALHALLA（2007年、読み切り作品、漫画：森下穂高、週刊ヤングジャンプ）
- LOVE-LESS（2008年、読み切り作品、漫画：塩塚誠、ヤングジャンプ増刊）
- 煉獄のトリスアギオン（2014年、漫画：しばの番茶、ジーンピクシブ、全3巻）